# Réserve naturelle nationale de la vallée d'Ossau
La réserve naturelle nationale de la vallée d'Ossau (RNN120), encore appelée réserve naturelle de nidification des vautours fauves est une réserve naturelle nationale. Créée en 1974, elle occupe une surface de 82,3 ha et protège des sites de nidification de vautours fauves.

## Localisation

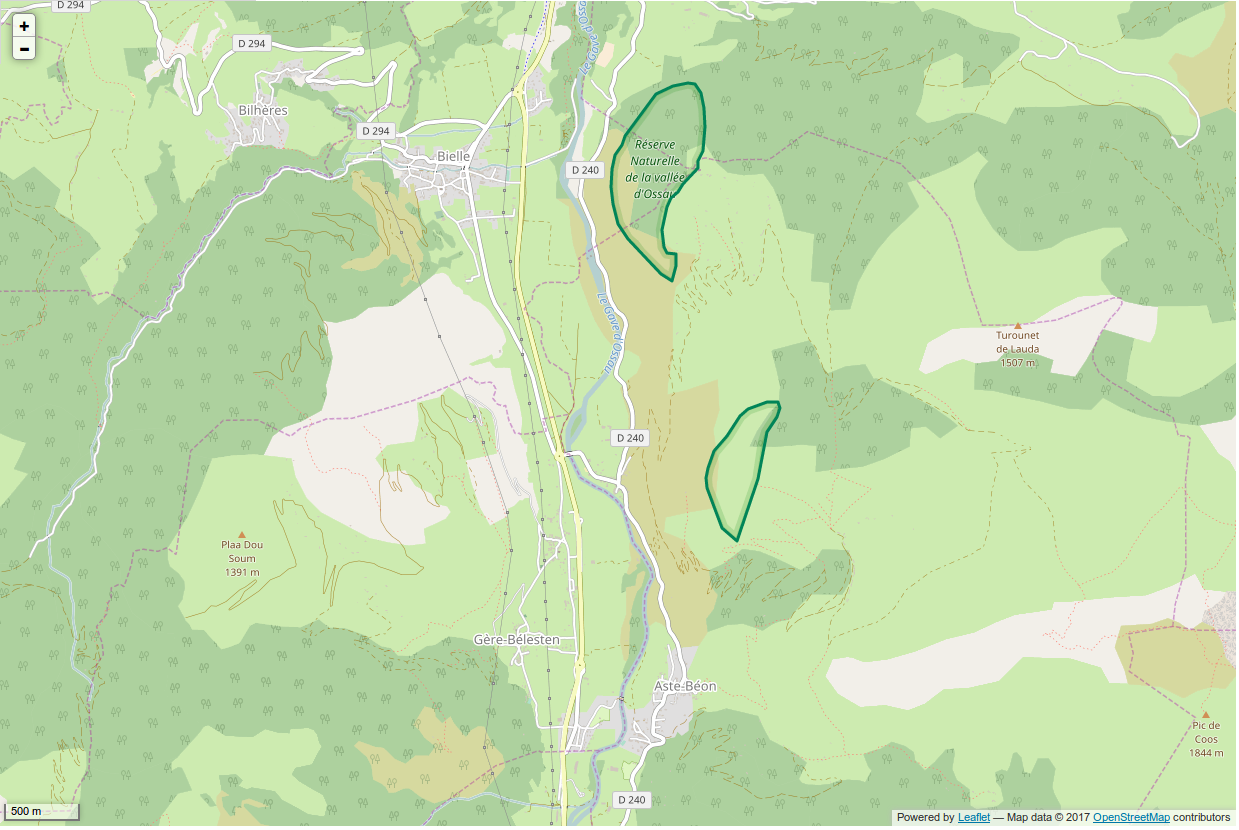
Périmètre de la réserve naturelle.

Le territoire de la réserve naturelle est dans le département des Pyrénées-Atlantiques et dans les communes d'Aste-Béon, Bielle, Bilhères, Castet. Il comprend deux secteurs distants d'environ 1,5 km sur le versant est de la vallée d'Ossau. Les sites sont formés d'éboulis calcaires et de falaises à 1 000 m d'altitude.

## Histoire du site et de la réserve

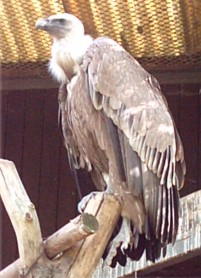
Vautour fauve

La réserve naturelle a été créée pour favoriser la reproduction des vautours fauves, ceux-ci ayant besoin d'une nourriture abondante et d'une tranquillité parfaite pendant la période de décembre à septembre. La réserve accueille également 5 ou 6 couples de percnoptères d'Égypte.
Le programme a été couronné de succès. En 1974, à la création de la réserve naturelle, on recensait 20 couples nicheurs et 7 jeunes prêts à l'envol. Vingt ans après, en 1994, on comptait 90 couples nicheurs et 62 jeunes. Enfin en 2002, les effectifs étaient respectivement de 117 couples et 78 jeunes.

## Intérêt touristique et pédagogique
Un musée a été consacré à la colonie de vautours en 1993. Dénommé la falaise aux vautours, il se trouve à l'entrée du village d'Aste-Béon, en dessous de la falaise où nichent les vautours. Il comprend un observatoire du site : grâce à des caméras installées en haut de la falaise, il est possible d'observer en direct la vie des vautours et de leurs petits.

## Administration, plan de gestion, règlement
La réserve est gérée par le Parc national des Pyrénées. Un plan de gestion a été validé fin 2006.

### Outils et statut juridique
La réserve naturelle a été créée par un arrêté ministériel du 11 décembre 1974.

## Galerie d'images

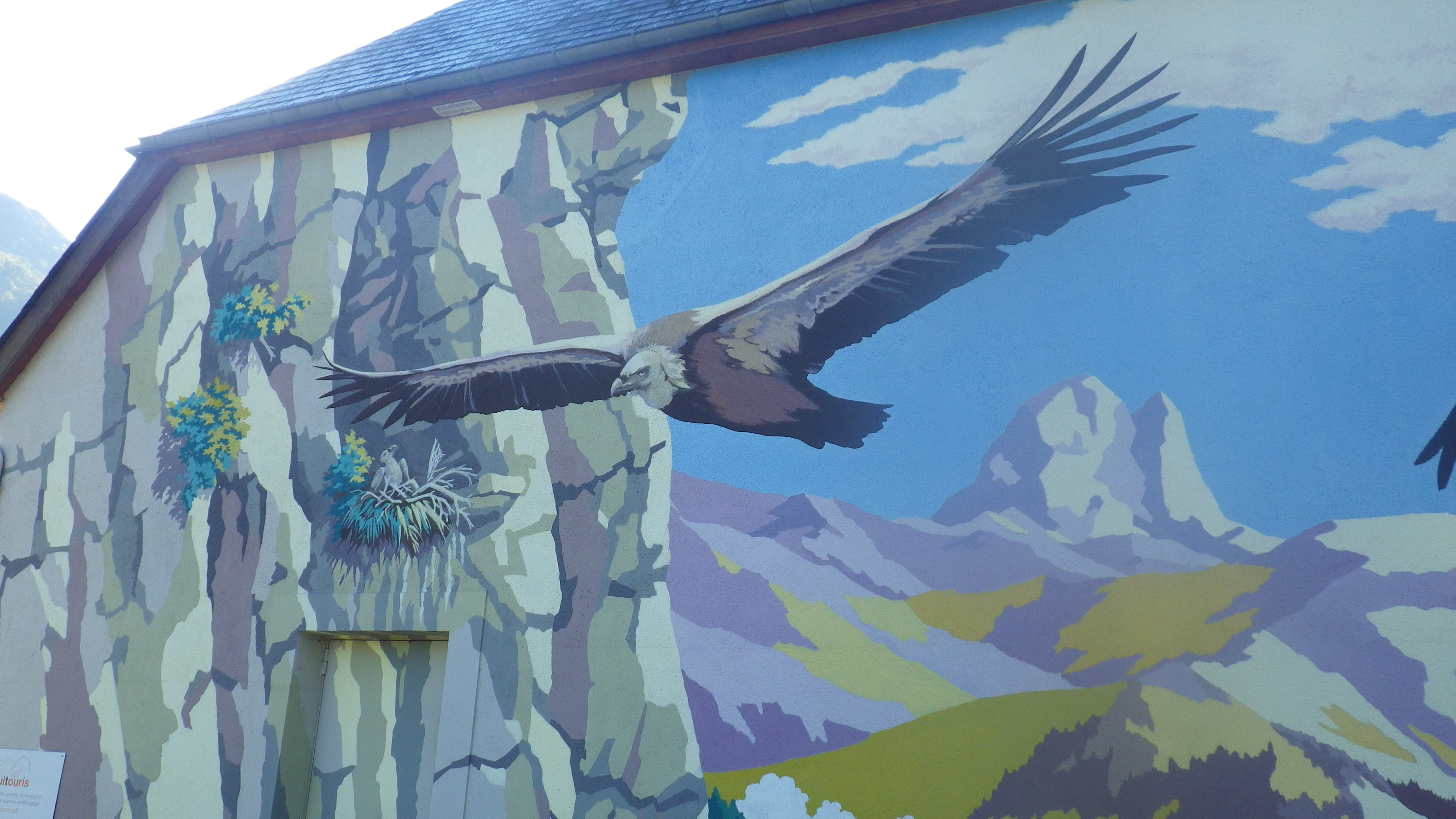
Peinture murale du musée
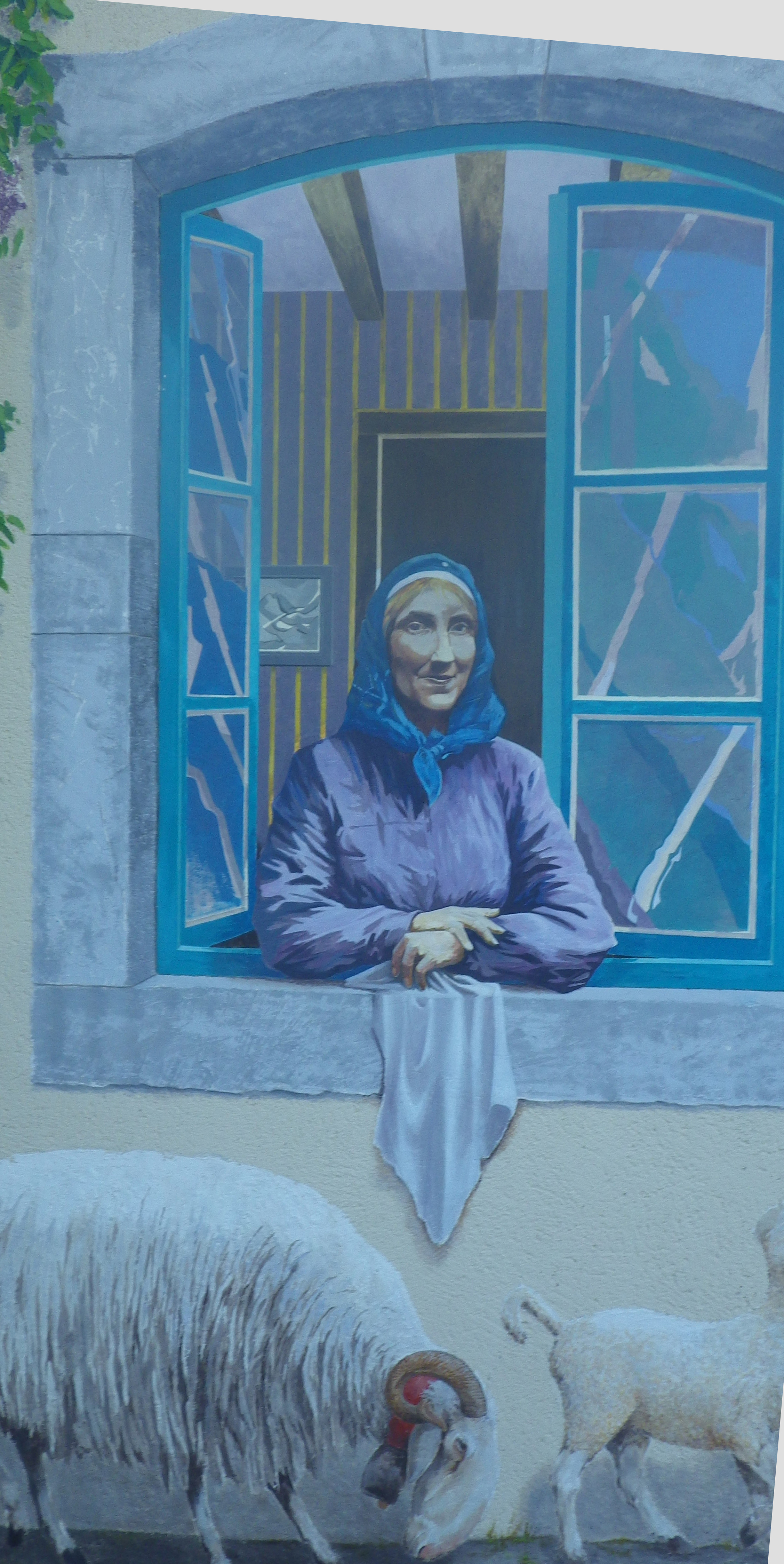
Bergère de la vallée d'Ossau sur le mur du musée
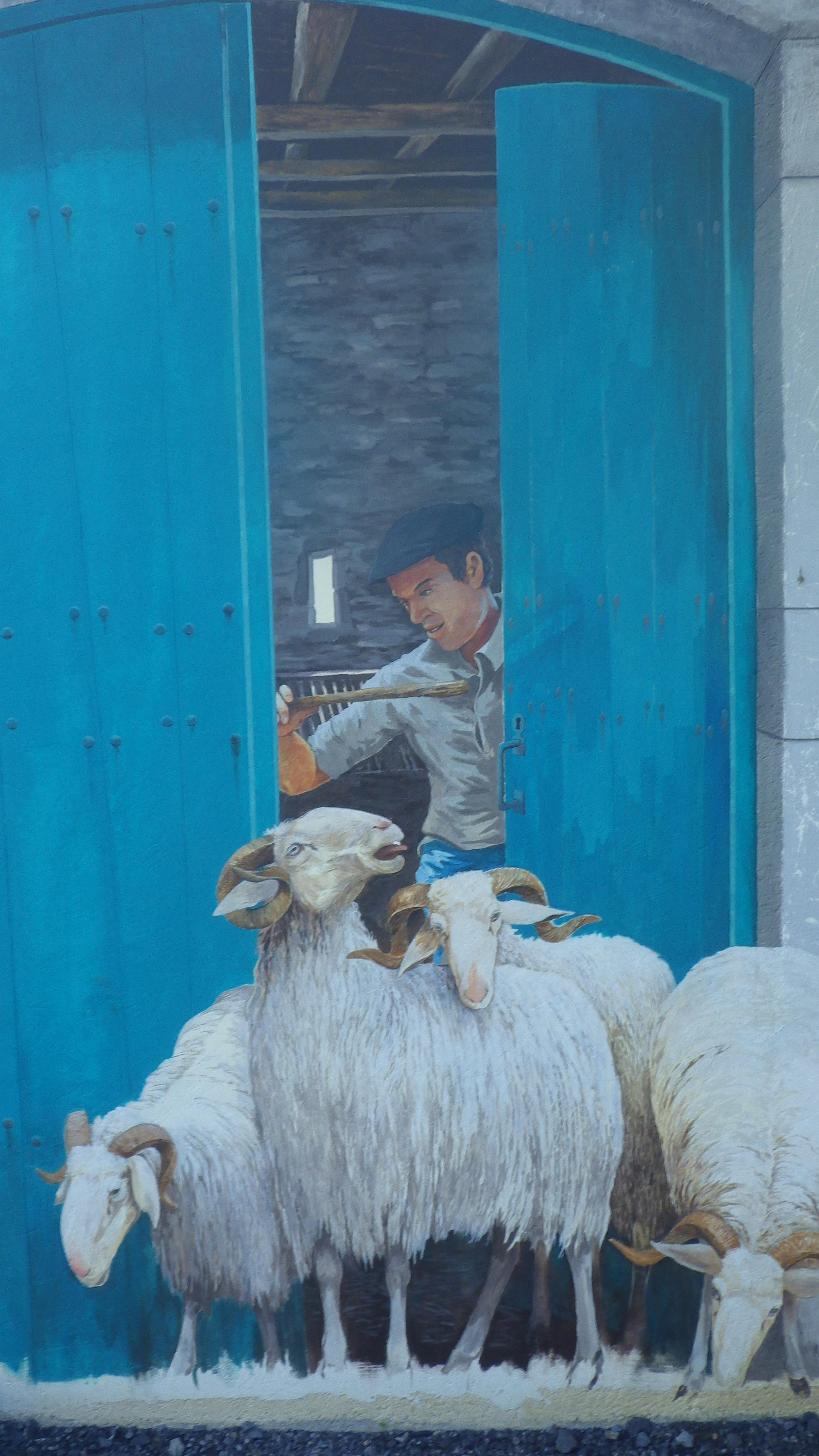
Berger de la vallée d'Ossau sur le mur du musée